# Gallotia auaritae
Gallotia auaritae je ještěrka čeledi ještěrkovitých, žijící endemicky na Kanárských ostrovech, jmenovitě na ostrově La Palma, která zatím nemá české jméno. Včetně ocasu dorůstá velikosti až 70 centimetrů a samci jsou trochu větší než samice. Až do roku 2007 byla vědci považována za vyhynulou, po dobu 5000 let. V tomto roce ji však objevil na ostrově La Palma herpetolog Luis Enrique Minguez. Objevení této ještěrky předcházely objevy veleještěrky Symoniovy roku 1974 a veleještěrky gomerské roku 1994.